# Hatrize
Hatrize é uma comuna francesa na região administrativa de Grande Leste, no departamento de Meurthe-et-Moselle. Estende-se por uma área de 7,4 km². Em 2010 a comuna tinha 779 habitantes (densidade: 105,3 hab./km²).